# Plassans

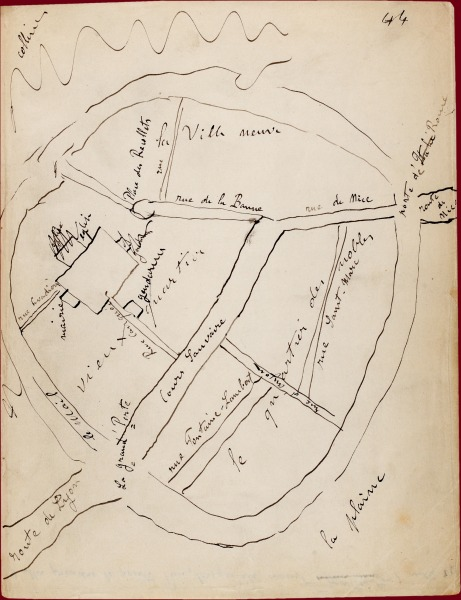
Plan de Plassans réalisé par Émile Zola compris dans le dossier préparatoire de « La Conquête de Plassans ».

Plassans est une ville fictive qui apparaît dans la série de 20 romans des Rougon-Macquart écrits par Émile Zola entre 1871 et 1893 et qui figure dans le titre du quatrième volume, La Conquête de Plassans (1874). Plassans est la ville d'origine des Rougon-Macquart qui, de là, vont se disperser à travers la France.
Pour décrire la ville, Zola s'inspire d'Aix-en-Provence, la ville de son enfance.
L'insurrection varoise de décembre 1851 est le fil conducteur de La Fortune des Rougon, le premier roman de la série, qui s'inspire de ce qui s'est passé à Lorgues, ville du Var.

## Divisions sociales

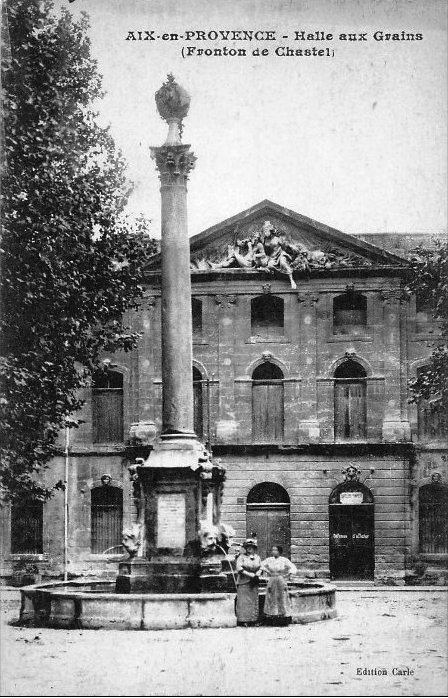
Aix-en-Provence

Dans La Fortune des Rougon, la ville est décrite comme « tranchée par la division des quartiers […] qui forment chacun comme un bourg particulier et complet » : le vieux quartier, où s'entassent les classes populaires et la petite bourgeoisie ; le quartier Saint-Marc où vivent l'aristocratie et le clergé ; et la ville neuve, domaine de la bourgeoisie installée,. Comme Aix-en-Provence, un de ses modèles, c'est une ville moyenne de 10 000 habitants, nichée au flanc des Alpilles ; elle a peu d'industrie, le commerce vit surtout de l'écoulement des denrées locales, huile, vins, amandes ; les classes populaires n'y comptent guère. En revanche, c'est un siège de tribunaux qui rassemblent bon nombre de magistrats et de gens de loi. La noblesse, refermée sur elle-même depuis la chute de Charles X, se tient à l'écart du reste de la société. Les portes des remparts sont fermées « à onze heures en été, à dix heures en hiver », pratique anachronique qui symbolise l'esprit conservateur et craintif de la ville. Même les bourgeois cultivés du quartier neuf, qui se disent libres penseurs, sont prêts à se ranger derrière l'autorité « au moindre grondement du peuple ». 
Dans la première moitié du XIXe siècle, Adélaïde Fouque, aïeule des deux branches des Rougon-Macquart, possède deux maisons avec jardins maraîchers à la lisière de la vieille ville qui reviendront à Pierre Rougon, ancêtre de la lignée petite-bourgeoise et ambitieuse ; le jardinier Macquart, un contrebandier qui devient l'amant d'Adélaïde après son veuvage, habite une cabane dans une ruelle mal famée, l'impasse Saint-Mittre. Pierre Rougon épouse Félicité, fille d'un marchand d'huile d'olive appauvri, et vend les jardins pour développer son commerce, première étape de l'ascension sociale de la famille. Trois ans avant la révolution de 1848, le couple Rougon se retire du commerce, achète un appartement de trois pièces donnant sur la place de la Mairie et commence à tenir un salon fréquenté par les différentes classes de l'élite locale, ce qui lui permet d'aspirer à de plus hautes ambitions. Au milieu du siècle, le cimetière Saint-Mittre, désaffecté et devenu un terrain vague, sert de rendez-vous aux amoureux Silvère et Miette : c'est là que Silvère annonce à Miette qu'il part pour rejoindre les insurgés républicains qui s'opposent au coup d'État du 2 décembre 1851 ; ils se rendent dans le centre de la ville pour se joindre à la colonne des volontaires. 

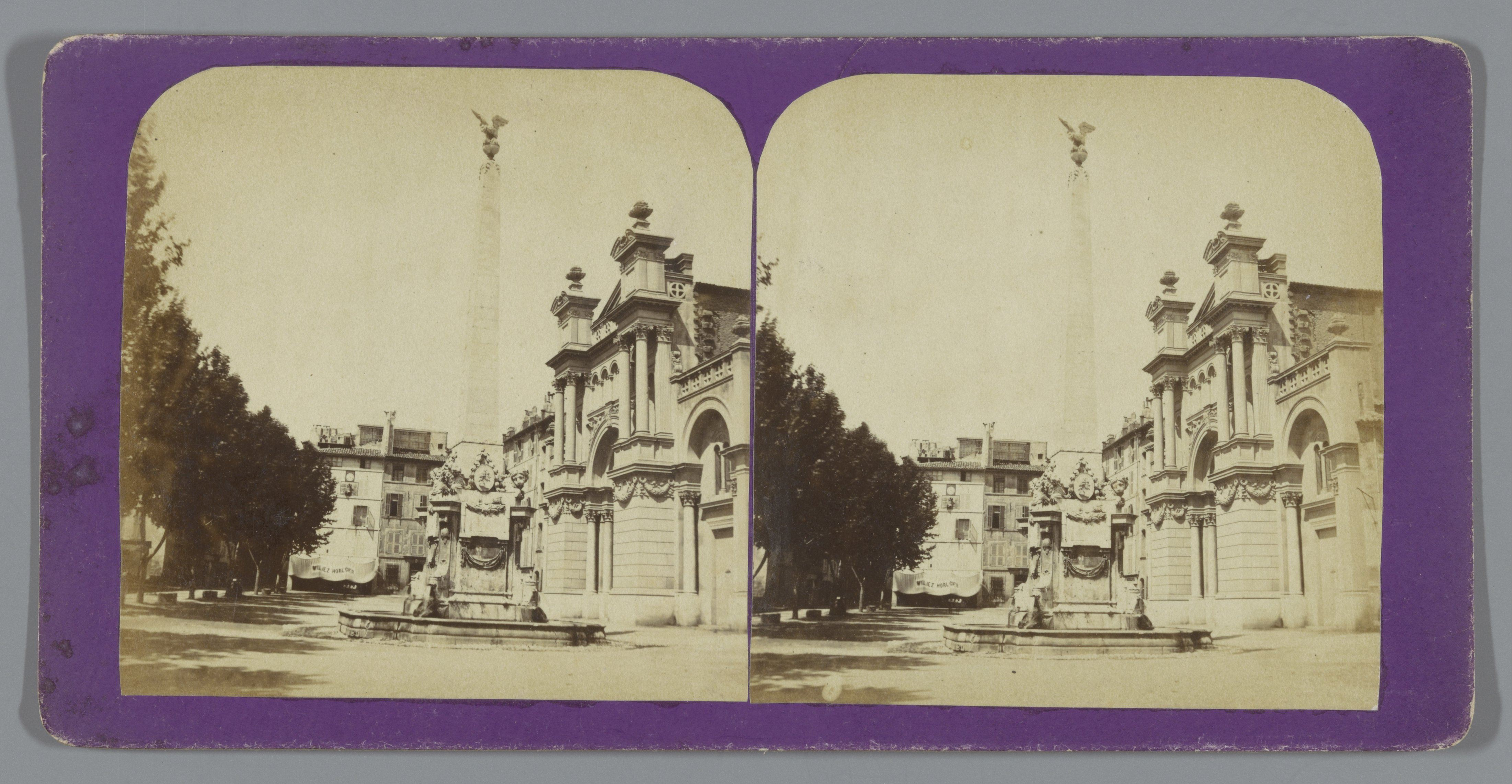
Aix-en-Provence, la place des Prêcheurs vers 1862-1879.

Dans La Conquête de Plassans, Pierre et Félicité, devenus des protégés du régime après avoir contribué  à la victoire du coup d'État, intriguent pour franchir la « Place » et passer symboliquement de leur quartier besogneux à celui des nouveaux riches. L'appropriation de l'espace par le regard, puis par le calcul électoral, joue un rôle central dans ce roman où l'abbé Faujas, agent du ministre Eugène Rougon, arrive pour servir à la fois les intérêts du bonapartisme et ceux du clan Rougon dans une ville encore dominée par l'aristocratie légitimiste. La victoire du nouveau régime se concrétise par l'arrivée du chemin de fer au bénéfice du nouveau quartier : « Ce quartier, qu’embellit la sous-préfecture, une laide bâtisse de plâtre ornée de rosaces, comptait à peine cinq ou six rues en 1851 ; il est de création récente, et, surtout depuis la construction du chemin de fer, il tend seul à s’agrandir. »